# ¿Dónde se nacionaliza la marea?
¿Dónde se nacionaliza la marea? és una pel·lícula documental espanyola del 2010 dirigida per Carlos Benpar, coautor del guió amb Lilibeth Echeverry, qui hi ha descrit la seva experiència real i on critica la burocràcia. Ha estat doblada al català.

## Sinopsi
Es tracta d'un documental basat en fets reals. En el marc del Festival Internacional de Cinema de Cartagena de Indias, una jove colombiana cantant de hip-hop anomenada Lili coneix un director de cinema espanyol que li proposa fer una prova a Barcelona i li envia una carta d'invitació notarial. Tot i que Lili reuneix tots els requisits exigits per viatjar a Espanya li deneguen la visa per no tenir en el seu compte bancari la quantitat mínima exigida. Una dona misteriosa li oferix la seva ajuda i le presenta Don Silvestre, qui li assegura que li facilitarà un visat si en el seu viatge a Espanya porta droga al seu cos. Durant el seu viatge a Barcelona en avió se li apareix un nen en somnis que li pregunta On es nacionalitza la marea?.

## Repartiment
- Esther Bové ... Dona
- Carlos Civis ...	Policia
- Jairo Cruz	...	Jairo
- Lilibeth Echeverry 	...	Lilibeth
- Joan Estrada ...	Funcionari
- Oscar Mario Estrada	...	Bibliotecari
- Anna Gonzalvo ...	Actriu

## Nominacions
Als Premis Gaudí de 2011 va rebre tres nominacions: Millor documental, Millor actriu secundària (Esther Bové) i Millor música original (Xavier Oró i Pep Solórzano).